# Zitha lignosalis
Zitha lignosalis är en fjärilsart som beskrevs av Pierre E.L. Viette 1960. Zitha lignosalis ingår i släktet Zitha och familjen mott. Inga underarter finns listade i Catalogue of Life.